# Градова, Екатерина Георгиевна
Екатери́на Гео́ргиевна Гра́дова (6 октября 1946, Москва, СССР — 22 февраля 2021, Москва, Россия) — советская актриса. Заслуженная артистка РСФСР (1983).

## Биография
Родилась 6 октября 1946 года в Москве. Отец — Георгий Александрович Градов (1911—1984), архитектор; мать — Раиса Ивановна Градова, актриса Театра имени Гоголя. 
После окончания школы, некоторое время училась в Московском институте иностранных языков, потом поступила в Школу-студию МХАТ (курс Василия Маркова).
Дебютом в кино стала роль в фильме «Осенние свадьбы» (1967).
После окончания вуза стала актрисой Московского академического театра имени Маяковского, через два года перешла на работу в Театр сатиры.  
Зрительское признание пришло к ней в 1969 году, когда, будучи студенткой Школы-студии МХАТ, сыграла главную роль А. Н. Негиной в спектакле «Таланты и поклонники» Московского академического театра имени Маяковского. Известность в кинематографе к актрисе пришла в 1973 году после выхода на экраны телефильма «Семнадцать мгновений весны», в котором сыграла советскую разведчицу — радистку Кэт.
С 1971 по 1976 год была замужем за Андреем Мироновым, в 1973 году у пары родилась дочь Мария Миронова.
В 1987 году завершила театральную карьеру.
В конце 1980-х после тяжёлой болезни стала прихожанкой Русской православной церкви. Окончила Свято-Тихоновский богословский институт; преподавала детям в школе предмет «Живое слово». Занималась благотворительностью, участвовала в сборе средств на восстановление Екатерининского храма в Судогде. В Оптиной пустыни познакомилась с физиком-ядерщиком Игорем Тимофеевым, который в 1991 году стал её вторым мужем. После венчания усыновили из детского дома Алексея Суховеркова. 
Скончалась 22 февраля 2021 года в Москве на 75-м году жизни. Причиной смерти стал инсульт. Церемония прощания прошла в узком кругу, присутствовали только родственники и близкие друзья актрисы. Похоронена 24 февраля 2021 года на Аллее актёров Троекуровского кладбища Москвы, рядом с могилами актёров Валентина Гафта, Сергея Юрского и режиссёра Дмитрия Брусникина.

## Творчество

### Роли в театре
Московский академический театр имени Владимира Маяковского
- 1969 — «Таланты и поклонники» А. Н. Островского — А. Н. Негина
- 1969 — «Конец книги шестой» — Кристина

Московский академический театр сатиры
- 1970 — «У времени в плену» — Жена Всеволода
- 1970 — «Интервенция» — Жанна Барбье
- 1971 — «Балаганчик дона Кристобаля» — Росита
- 1972 — «Таблетку под язык» — Светлана
- 1973 — «Чудак-человек» — Мария
- 1973 — «Маленькие комедии большого дома» — Она
- 1973 — «Пеппи Длинныйчулок» — Фрёкен Розенблюм
- 1974 — «Клоп» — Корреспондент
- 1974 — «Нам — 50!»
- 1974 — «Пощёчина» — Соня Захарова
- 1975 — «Пена» — Викторина
- 1975 — «Ремонт» — Залесская
- 1978 — «Таблетку под язык» — Светлана
- 1979 — «Феномены» — Ларичева
- 1980 — «Гнездо глухаря» — Искра
- 1980 — «Чудак» — Нихаль
- 1981 — «Бешеные деньги» — Лидия Чебоксарова
- 1987 — «Последние» — госпожа Соколова

### Фильмография
| Год  |     | Название                      | Роль                                    |
| ---- | --- | ----------------------------- | --------------------------------------- |
| 1967 | ф   | Осенние свадьбы               | Марина                                  |
| 1973 | мтф | Семнадцать мгновений весны    | Катя Козлова (Кэтрин Кин, радистка Кэт) |
| 1976 | ф   | Рождение                      | Ксения                                  |
| 1979 | мтф | Место встречи изменить нельзя | Светлана Петровна Волокушина            |

### Телеспектакли
- 1968 — Чёрные блюзы Ленгстона Хьюза (телеспектакль)[16]
- 1971 — Собака Баскервилей (фильм-спектакль) — Бэрил Стэплтон
- 1971 — Женский монастырь (фильм-спектакль)
- 1971 — Таланты и поклонники — Александра Негина
- 1974 — Маленькие комедии большого дома — влюблённая
- 1978 — Чао! — Минушон
- 1978 — Таблетку под язык — Светлана
- 1987 — Гнездо глухаря — Искра Судакова

### Документальное кино
- 1998 — Новейшая история. Семнадцать мгновений весны 25 лет спустя — камео

## Награды
- Орден Дружбы народов (28 июня 1982) — за заслуги в производстве советских телевизионных фильмов и активное участие в создании фильма «Семнадцать мгновений весны» (1973)[17]
- Заслуженная артистка РСФСР (1983)[7]